# Електричний каротаж
Електричний каротаж — різновид каротажу свердловин.
При електричному каротажі вивчають питомий електричний опір, дифузійно-адсорбційну і штучно викликану електрохімічну активності порід тощо.
Для визначення питомого опору застосовують бокове каротажне зондування (вимірювання триелектродними градієнт-зондами різної довжини), боковий каротаж (вимірювання зондами з фокусуванням струму), мікрокаротаж і боковий мікрокаротаж.
Відмінність у дифузійно-адсорбційній активності порід використовується в каротажі спонтанної поляризації, а здатність порід поляризуватися під дією електричного струму — в каротажі викликаної поляризації, що оснований на різниці потенціалів, які виникли на поверхні контактів руд (наприклад, сульфідних), вугілля з іншими гірськими породами.